# تشارلز وود (ملحن)
تشارلز وود (بالإنجليزية: Charles Wood)‏ (و. 1866 – 1926 م) هو ملحن، ومدرس بريطاني، ولد في أرماه، يستخدم آلات أورغن، توفي في كامبريدج، عن عمر يناهز 60 عاماً.

## التعليم
تعلم في الكلية الملكية للموسيقى ‏
.

## روابط خارجية
- تشارلز وود على موقع ميوزك برينز (الإنجليزية)
- تشارلز وود على موقع ديسكوغز (الإنجليزية)